# وارن كامينغز
وارن كامينغز (بالإنجليزية: Warren Cummings)‏ هو لاعب كرة قدم بريطاني، ولد في 15 أكتوبر 1980 في أبردين في المملكة المتحدة. شارك مع منتخب اسكتلندا لكرة القدم. أما مع النوادي، فقد لعب مع تشيلسي ودندي يونايتد ونادي بورنموث ونادي بول تاون ونادي كرولي تاون ووست بروميتش ألبيون.

## وصلات خارجية
- وارن كامينغز على موقع قاعدة بيانات كرة القدم.إي يو (الإنجليزية)
- وارن كامينغز على موقع ناشيونال فوتبول تيمز (الإنجليزية)
- وارن كامينغز على موقع Soccerbase.com (لاعب) (الإنجليزية)
- وارن كامينغز على موقع Soccerway.com (الإنجليزية)